# Історія пошти і поштових марок Австралійської антарктичної території

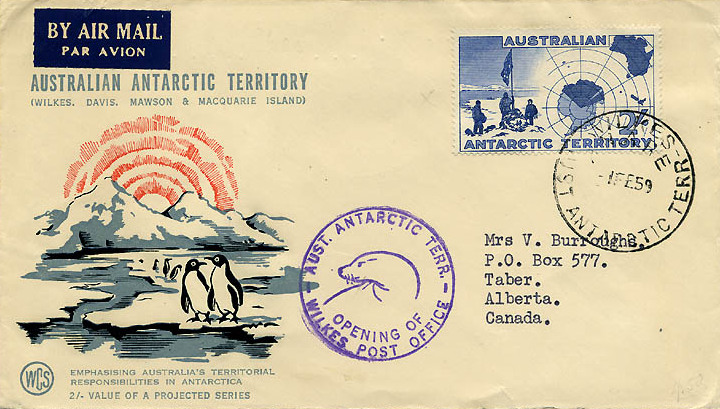
Цей конверт ААТ був випущений в 1959 р. на честь відкриття поштового відділення на Землі Уїлкса

Історія пошти і поштових марок Австралійської антарктичної території (англ. Australian Antarctic Territory — ААТ) пов'язана з політикою Австралії щодо цієї території. Австралія випускає поштові марки для ААТ починаючи з 1957 р. Всі вони присвячені антарктичній тематиці і також придатні для оплати поштового збору на території Австралії, тому на практиці це просто австралійські поштові марки з іншого написом.

## Історія та опис
Австралійський сектор Антарктиди існує з 1933 р., коли Австралія успадкувала його від Великої Британії, при цьому остання заявила свої права на Землю Вікторії в 1841 р., а в 1930 — на Землю Ендербі.
Першою маркою, випущеною спеціально для цієї території, стала двошилінгова синя марка із зображенням дослідників і карти Антарктики, як показано на зображенні праворуч. Вона вперше вийшла в обіг в Австралії 27 березня 1957 р., а в Антарктиці — 11 грудня 1957 р. У тому ж році з'явилися ще чотири марки. Ці випуски які не склали єдину серію, однак на трьох з п'яти марок було відображено карту Антарктиди з позначенням ААТ — згодом карту більше не зображували на марках ААТ.
До початку 1990-х років випуски марок для ААТ стали щорічними. До 2002 р. в обіг надійшло порівняно небагато поштових марок — 118.
Гашені марки Австралійської антарктичної території зазвичай позначені поштовими штемпелями поштових відділень власне Австралії або штемпелями першого дня, оскільки з антарктичних станцій відправляється відносно мало справжніх поштових відправлень.
Список станцій Австралійської антарктичної території
- Кейсі (Casey)
- Дейвіс (Davis)
- Острів Херд (Heard Island)
- Острів Маккуорі (Macquarie Island)
- Моусон (Mawson)
- Вілкс (Wilkes)

Вся пошта Австралійської антарктичної території гаситься поштовим штемпелем однієї з цих станцій, хоча, згідно існуючою нині думкою, конверти першого дня гасяться штемпелем з назвою відповідної станції в Австралійському філателістичної бюро (Australian Philatelic Bureau); не всі станції працюють в даний час і не на всіх з них постійно є персонал.

## Ресурси Інтернету
- Klug Janet. (15 грудня 2003). Enjoy polar philately on a cold winter’s evening. Refresher (англ.). Linn's Stamp News. Архів оригіналу за 29 січня 2012. Процитовано 13 квітня 2009.
- Home Page. Australian Antarctic Division (англ.). Australian Government Department of the Environment, Water, Heritage and the Arts. Архів оригіналу за 30 березня 2012. Процитовано 13 квітня 2009.
- Rossiter, Stuart; Flower, John & Wellsted, Raife. Australian Antarctic Territory. Antarctica. Stamp Atlas (англ.). Sandafayre Stamp Auctions. Архів оригіналу за 30 березня 2012. Процитовано 9 липня 2010.

## Виноски
1. ↑  Стюарт Росітер (Rossiter S.), Flower J. The Stamp Atlas: A Unique Assembly of Geography, Social and Political History, and Postal Information / 1st edn. — London, Sydney: Macdonald, 1986. — P. 331. — ISBN 0-356-10862-7.(англ.)